# Cmentarz wojenny nr 38 – Kołaczyce
Cmentarz wojenny nr 38 – Kołaczyce – austriacki cmentarz z I wojny światowej, zaprojektowany przez Johanna Jägera, znajdujący się w gminie Kołaczyce na obszarze miasta Kołaczyce, około 400 m od drogi Jasło-Pilzno.
Na cmentarzu w 13 mogiłach pojedynczych i 10 zbiorowych, pochowanych jest łącznie 41 żołnierzy:
- 39 Rosjan,
- 2 Niemców.

Cmentarz otoczony jest murem kamiennym z frontową, łukową bramą. W głębi cmentarza znajduje się drewniany krzyż z metalową podwójną glorią na skrzyżowaniu ramion. W 2011 rozpoczęto remont sfinansowany z budżetu Wojewody oraz Rady Ochrony Pamięci Walk i Męczeństwa w Warszawie. Odtworzono zawalony mur cmentarny (wraz z umocnieniem nadrzecznej skarpy) oraz wyremontowano inne elementy wyposażenia.